# EFREI Paris
EFREI Paris, trước đây là trường học tin học École française d'électronique et d'informatique, là một trường kỹ thuật tư thục của Pháp nằm ở Villejuif, Île-de-France, phía nam Paris. Các khóa học của trường, chuyên về công nghệ thông tin và quản lý, được giảng dạy với sự hỗ trợ của nhà nước.
EFREI được thành lập vào năm 1936 với tên gọi École Française de Radioélectricité.
Chương trình thạc sĩ kéo dài hai năm cung cấp 12 chuyên ngành: Hệ thống thông tin và Điện toán đám mây, Kinh doanh thông minh, Kỹ thuật phần mềm, Bảo mật IS, Hình ảnh và Thực tế ảo, CNTT cho Tài chính, Tin học sinh học, Dữ liệu lớn, Điện tử và Không gian (hệ thống nhúng), Thông minh Hệ thống và Robot, Năng lượng mới và Hệ thống thông minh, Mạng và Ảo hóa.

## Sinh viên tốt nghiệp nổi tiếng
- Pol Pot, một nhà cách mạng và chính trị gia Campuchia gốc Hoa